# Abronia zongolica
El dragoncito de la Sierra de Zongolica (Abronia zongolica) es una especie de lagarto escamoso ánguido del género Abronia. Fue descrito por los herpetólogos Uri Omar García Vázquez, Adam G. Clause, Jorge Gutiérrez Rodríguez, Erasmo Cazares Hernández y Miguel Ángel de la Torre Loranca en 2022.

## Etimología
El epíteto específico de A. zongolica proviene del náhuatl, en específico de las palabras "tzoncolican" o "tzoncolihucan", lo que se traduce como "donde se trenza el cabello". Hace referencia a la Sierra de Zongolica, en Veracruz, México. Dicha cordillera sustenta las únicas poblaciones confirmadas de la nueva especie.

## Descripción
La especie se distingue de las demás de su género debido a la presencia de una escama occipital, dos escamas temporales primarias en contacto con la serie postocular, escamas posterolaterales de la cabeza moderadamente protuberantes, ausencia de escamas supra-auriculares protuberantes o espinosas, 30–34 hileras transversales de escamas dorsales, escamas dorsales en los flancos dispuestas en hileras longitudinales ligeramente oblicuas con respecto al pliegue ventrolateral, y la hilera de escamas ventral más lateral sin expandir con respecto a la hilera media adyacente.
Esta especie es simpátrica con Abronia graminea, sin embargo, los datos genómicos la asignan como la especie hermana de Abronia oaxacae, asignación que se corrobora por la evidencia mórfologica.